# 拉多斯瓦夫·西科尔斯基
拉多斯瓦夫·托马什·西科尔斯基（波蘭語：Radosław Tomasz Sikorski，發音：[raˈdɔswaf ɕiˈkɔrskʲi] ⓘ；1963年2月23日—），出生于波兰比得哥什，是波兰政治家和记者，兩度擔任波兰共和国外交部长。
西科尔斯基积极参与了二十世纪70年代末团结工会运动，并在1981年3月成为比得哥什的学生罢课委员会主席。1981年12月当波兰实施戒严时，他滞留在英国。在牛津大学彭布罗克学院学习了哲学、政治学、经济学。随后他成为一名自由记者。1984年他获得了英国国籍。二十世纪80年代中期西科尔斯基成为一名在阿富汗和安哥拉工作的战地记者。1988年他在阿富汗拍摄的一张照片获得了世界新闻摄影比赛奖。1990年他成为默多克在波兰的投资顾问。
回到波兰之后，1992年他很快成为了政府的国防部副部长。1998年至2001年他在政府中任外交部副部长一职。2007年出任外交部長。2014年9月22日卸任。2023年12月13日再度出任波蘭外交部長。

## 家庭
妻子为美国记者、作家安妮·阿普尔鲍姆。
1. ↑  . Notes from Poland. 12 December 2023  [13 December 2023]. （原始内容存档于2024-06-05）.